# Halte de Plan d’eau des Ferréols
Halte de Plan d'eau des Ferréols vasútállomás Franciaországban, Digne-les-Bains településen.

## Vasútvonalak
Az állomást az alábbi vasútvonalak érintik:
- Nizza-Digne-vasútvonal

## Kapcsolódó állomások
A vasútállomáshoz az alábbi állomások vannak a legközelebb:
- Gare de Digne (Gare de Digne, Nizza-Digne-vasútvonal)
- Gare de Gaubert-Le Chaffaut (Gare de Nice CP, Nizza-Digne-vasútvonal)